# Премия Уинстона Черчилля за лидерство
Премия Уинстона Черчилля за лидерство (англ. Sir Winston Churchill Leadership Award) выдаётся за героизм и патриотизм в лице вашей родины. Названа в честь Уинстона Черчилля, который тоже был патриотическим деятелем своих времён. Последний раз премию на онлайн-церемонии выдавали Президенту Украины Владимиру Александровичу Зеленскому.